# Natação no Campeonato Europeu de Esportes Aquáticos de 2022 - 200 m medley feminino
A prova dos 200 metros nado medley feminino da natação no Campeonato Europeu de Esportes Aquáticos de 2022 ocorreu nos dias 15 e 16 de agosto no Foro Italico, em Roma na Itália. 

## Calendário
| Fase          | Data         | Hora  |
| ------------- | ------------ | ----- |
| Eliminatórias | 15 de agosto | 09:49 |
| Semifinal     | 15 de agosto | 19:07 |
| Final         | 16 de agosto | 18:17 |

Todos os horários estão no horário local (UTC+1)

## Recordes
Antes desta competição, os recordes eram os seguintes:
|                       | Nadadora       | Tempo   | Local   | Data                |
| --------------------- | -------------- | ------- | ------- | ------------------- |
| Recorde mundial       | Katinka Hosszú | 2:06.12 | Cazã    | 3 de agosto de 2015 |
| Recorde europeu       | Katinka Hosszú | 2:06.12 | Cazã    | 3 de agosto de 2015 |
| Recorde do campeonato | Katinka Hosszú | 2:07.30 | Londres | 19 de maio de 2016  |

## Medalhistas
| Ouro                     | Prata                    | Bronze                |
| Anastasia Gorbenko (ITA) | Marrit Steenbergen (NED) | Sara Franceschi (ITA) |

## Resultados

### Eliminatórias
Esses foram os resultados das eliminatórias.
| Pos. | Bateria | Raia | Nadadora             | Nacionalidade | Tempo   | Notas |
| ---- | ------- | ---- | -------------------- | ------------- | ------- | ----- |
| 1    | 2       | 4    | Anastasia Gorbenko   | Israel        | 2:13.12 | Q     |
| 2    | 3       | 5    | Katinka Hosszú       | Hungria       | 2:13.58 | Q     |
| 3    | 3       | 4    | Sara Franceschi      | Itália        | 2:13.79 | Q     |
| 4    | 3       | 3    | Kristýna Horská      | Chéquia       | 2:14.36 | Q     |
| 5    | 1       | 4    | Maria Ugolkova       | Suíça         | 2:14.39 | Q     |
| 6    | 3       | 6    | Katie Shanahan       | Reino Unido   | 2:14.51 | Q     |
| 7    | 3       | 7    | Lena Kreundl         | Áustria       | 2:14.97 | Q     |
| 8    | 2       | 5    | Marrit Steenbergen   | Países Baixos | 2:15.05 | Q     |
| 9    | 1       | 3    | Zoe Vogelmann        | Alemanha      | 2:15.08 | Q     |
| 10   | 1       | 5    | Dalma Sebestyén      | Hungria       | 2:15.11 | Q     |
| 11   | 2       | 2    | Mireia Belmonte      | Espanha       | 2:15.91 | Q     |
| 12   | 1       | 2    | Lisa Nystrand        | Suécia        | 2:16.46 | Q     |
| 13   | 2       | 8    | Zinke Delcommune     | Bélgica       | 2:16.56 | Q     |
| 14   | 3       | 2    | Freya Colbert        | Reino Unido   | 2:16.77 | Q     |
| 15   | 1       | 7    | Francesca Fresia     | Itália        | 2:16.84 | Q     |
| 16   | 2       | 6    | Alba Vázquez         | Espanha       | 2:16.89 | Q     |
| 17   | 2       | 3    | Lea Polonsky         | Israel        | 2:16.98 |       |
| 18   | 2       | 7    | Hanna Bergman        | Suécia        | 2:17.20 |       |
| 18   | 3       | 1    | Nikoleta Trníková    | Eslováquia    | 2:17.20 |       |
| 20   | 1       | 1    | Ieva Maļuka          | Letônia       | 2:18.14 |       |
| 21   | 3       | 0    | Maria Romanjuk       | Estónia       | 2:18.40 |       |
| 22   | 3       | 8    | Ambre Franquinet     | Bélgica       | 2:18.66 |       |
| 23   | 2       | 1    | Clara Rybak-Andersen | Dinamarca     | 2:18.69 |       |
| 24   | 1       | 0    | Ellie McCartney      | Irlanda       | 2:19.70 |       |
| 25   | 2       | 0    | Wiktoria Guść        | Polónia       | 2:22.75 |       |
| 26   | 3       | 9    | Amy Micallef         | Malta         | 2:29.31 |       |
| 27   | 1       | 8    | Alexandra Dobrin     | Roménia       | DSQ     | DSQ   |
| 27   | 1       | 6    | Charlotte Bonnet     | França        | DNS     | DNS   |

### Semifinal
Esses foram os resultados das semifinais. 
| Pos. | Bateria | Raia | Nadadora           | Nacionalidade | Tempo   | Notas |
| ---- | ------- | ---- | ------------------ | ------------- | ------- | ----- |
| 1    | 1       | 3    | Katie Shanahan     | Reino Unido   | 2:11.84 | Q     |
| 2    | 1       | 6    | Marrit Steenbergen | Países Baixos | 2:12.31 | Q     |
| 3    | 2       | 5    | Katinka Hosszú     | Hungria       | 2:12.52 | Q     |
| 4    | 1       | 4    | Sara Franceschi    | Itália        | 2:12.76 | q     |
| 5    | 2       | 4    | Anastasia Gorbenko | Israel        | 2:12.91 | Q     |
| 6    | 2       | 3    | Maria Ugolkova     | Suíça         | 2:12.92 | q     |
| 7    | 1       | 5    | Kristýna Horská    | Chéquia       | 2:12.99 | q     |
| 8    | 1       | 2    | Dalma Sebestyén    | Hungria       | 2:13.26 | q     |
| 9    | 1       | 1    | Freya Colbert      | Reino Unido   | 2:13.65 |       |
| 10   | 1       | 7    | Lisa Nystrand      | Suécia        | 2:14.64 |       |
| 11   | 1       | 8    | Alba Vázquez       | Espanha       | 2:15.27 |       |
| 12   | 2       | 2    | Zoe Vogelmann      | Alemanha      | 2:15.34 |       |
| 13   | 2       | 6    | Lena Kreundl       | Áustria       | 2:15.37 |       |
| 14   | 2       | 7    | Mireia Belmonte    | Espanha       | 2:15.47 |       |
| 15   | 2       | 8    | Francesca Fresia   | Itália        | 2:16.37 |       |
| 16   | 2       | 1    | Zinke Delcommune   | Bélgica       | 2:17.02 |       |

### Final
Esse foi o resultado da final. 
| Pos.              | Raia | Nadadora           | Nacionalidade | Tempo   | Notas |
| ----------------- | ---- | ------------------ | ------------- | ------- | ----- |
| Medalha de ouro   | 2    | Anastasia Gorbenko | Israel        | 2:10.92 |       |
| Medalha de prata  | 5    | Marrit Steenbergen | Países Baixos | 2:11.14 |       |
| Medalha de bronze | 6    | Sara Franceschi    | Itália        | 2:11.38 |       |
| 4                 | 4    | Katie Shanahan     | Reino Unido   | 2:12.29 |       |
| 5                 | 1    | Kristýna Horská    | Chéquia       | 2:12.49 |       |
| 6                 | 7    | Maria Ugolkova     | Suíça         | 2:12.56 |       |
| 7                 | 8    | Dalma Sebestyén    | Hungria       | 2:13.45 |       |
| 8                 | 3    | Katinka Hosszú     | Hungria       | 2:14.37 |       |

Legenda
| Recorde mundial       | Recorde mundial (World record)               |                       | Recorde africano                      | Recorde africano (African) |                                           | Q | Classificado por posição (Qualified) |
| Recorde do campeonato | Recorde do campeonato (Championship record)  | Recorde da América    | Recorde da América (Americas)         | q                          | Classificado por melhor tempo (Qualified) |   |                                      |
| Melhor marca do ano   | Melhor marca do ano (World leading)          | Recorde asiático      | Recorde asiático (Asian)              | DNS                        | Não largou (Did not start)                |   |                                      |
| Recorde nacional      | Recorde nacional (National record)           | Recorde europeu       | Recorde europeu (European)            | DNF                        | Não terminou (Did not finish)             |   |                                      |
| Recorde pessoal       | Recorde pessoal do atleta (Personal best)    | Recorde da Oceania    | Recorde da Oceania (Oceania)          | DSQ / DQ                   | Desclassificado (Disqualified)            |   |                                      |
| Recorde da temporada  | Recorde da temporada do atleta (Season best) | Recorde sul-americano | Recorde sul-americano (South America) | NM                         | Sem marca (No mark)                       |   |                                      |